# Eyüpspor
Eyüpspor (sponsornaam: ilkas Eyüpspor), met stamnummer 000168, is een Turkse voetbalclub opgericht in 1919 te Eyüp, een district van de provincie Istanbul.  De clubkleuren zijn lavendel en geel. De thuisbasis van de club is het Esenlerstadion. Het trainingscomplex heet Eyüp Belediyesi Bahariye Spor Tesisleri. De club speelt in de Süper Lig. De vereniging is ook actief in de volgende branches; atletiek, basketbal, boksen, boogschieten, judo, karate en tafeltennis. 

İstanbul ligt in de Marmararegio.

## Gespeelde divisies
Süper Lig: 2024-
TFF 1. Lig: 1982-1983, 1987-1994, 2021-2024
TFF 2. Lig: 1970-1973, 1984-1987, 1994-2001, 2002-2014, 2015-2021
TFF 3. Lig: 2001-2002, 2014-2015
Bölgesel Amatör Lig: 1919-1970, 1973-1982, 1983-1984

## Erelijst
| Competitie | Aantal | Jaren      |
| ---------- | ------ | ---------- |
| TFF 1. Lig | 1x     | 2024       |
| TFF 2. Lig | 1x     | 2021       |
| TFF 3. Lig | 1x     | 1987, 2015 |

## Bekende (oud-)spelers
| - Halil Akbunar - Volkan Arslan - Ömer Bayram - Umut Bulut - Ahmet Dursun - Ersen Martin - Recep Niyaz - Alpaslan Öztürk - Mustafa Pektemek - Harun Tekin | - Ryan Babel - Stéphane Badji - Jonathan Buatu Mananga - Ergün Çakır - Ramazan Çevik - Gerson Rodrigues - Bogdan Stancu - Olivier Thill |